# Jamides umbriel
Jamides umbriel är en fjärilsart som beskrevs av Hans Fruhstorfer 1915. Jamides umbriel ingår i släktet Jamides och familjen juvelvingar. Inga underarter finns listade i Catalogue of Life.